# Jeżów Sudecki
Jeżów Sudecki (deutsch Grunau) ist ein Dorf in der Stadt- und Landgemeinde Jeżów Sudecki im Powiat Jeleniogórski der Woiwodschaft Niederschlesien in Polen. Es liegt drei Kilometer nördlich der Stadt Jelenia Góra (Hirschberg).

## Geschichte
„Gronow“ wurde erstmals 1299 urkundlich erwähnt. Weitere Namensformen waren Grunow (1303), Grunowe (1321) Grunaw (1651). Es gehörte zunächst zum Herzogtum Liegnitz und gelangte nach dessen Teilung an das Herzogtum Schweidnitz-Jauer. Nach dem Tod des Herzogs Bolko II. 1368 fiel es erbrechtlich an die Krone Böhmen, wobei Bolkos II. Witwe Agnes von Habsburg bis zu ihrem Tod 1392 ein Nießbrauch zustand. 
1506 wurde Grunau vom Hirschberger Stadtrat erworben. Die entdeckten Gold- und Silbererze entdeckt wurden an Bergmänner aus dem Kurfürstentum Sachsen verpachtet, für die Wohnhäuser errichtet wurden. Nach dem Dreißigjährigen Krieg wurde die Erzgewinnung eingestellt. An ihre Stelle traten Handwerk und Kunsthandwerk, Webereien und Landwirtschaft.
Nach dem Ersten Schlesischen Krieg fiel Grunau 1742 mit dem größten Teil Schlesiens an Preußen. Für das Jahr 1765 ist erstmals die Schreibweise des Ortsnamens mit „Grunau“ belegt. Nach der Neugliederung Preußens gehörte Grunau ab 1816 zum Landkreis Hirschberg. Im 20. Jahrhundert wurde Grunau durch die 1921 gegründete Segelflugschule Grunau bekannt, nach der das Grunau Baby benannt ist.
Als Folge des Zweiten Weltkriegs fiel Grunau wie fast ganz Schlesien an Polen. Es wurde zunächst in Gronów und 1946 in Jeżów Sudecki umbenannt. Die deutsche Bevölkerung wurde – soweit sie nicht geflohen war – 1945/46 weitgehend vertrieben. Die neu angesiedelten Bewohner stammten zum Teil aus Ostpolen, das an die Sowjetunion gefallen war.
Heute lebt der Ort vor allem vom Tourismus.

## Sehenswürdigkeiten
- Die südöstlich außerhalb des Dorfes gelegene Friedhofskirche des Heiligen Erzengels Michael (polnisch Kościół cmentarny św. Michała Archanioła) wurde 1574 als Votivkirche für die Überlebenden einer Pest errichtet. Sie enthält Elemente aus Gotik und Renaissance. Das Satteldach ist mit Schiefer gedeckt; der First des Langhausdaches ist ein achteckiger Glockenturm mit Turmhaube, ebenfalls mit Schiefer gedeckt. Im Inneren ist eine hölzerne Galeriekonstruktion, die von Säulen mit gedrehtem Schaft getragen wird. Der barocke Hauptaltar stammt aus dem zweiten Viertel des 17. Jahrhunderts, die Kanzel aus den Jahren 1654–1668.[1] Die Kirche ist von einem Friedhof mit Steinmauer und Tor umgeben.
- Fachwerkhaus aus der Mitte des 18. Jahrhunderts.
- Bergmannshaus (dom Gwarków) Fachwerk errichtet 1601.
- Fachwerkhaus aus dem Jahr 1729.
- Das sogenannte Kosakenkreuz steht an der Straße nach Czernica. Der Inschrift nach soll es an den Tod von drei Kosaken erinnern, die in den Napoleonischen Kriegen bei einem Gefecht mit einer Einheit der Sächsischen Armee ums Leben kamen und beerdigt wurden.

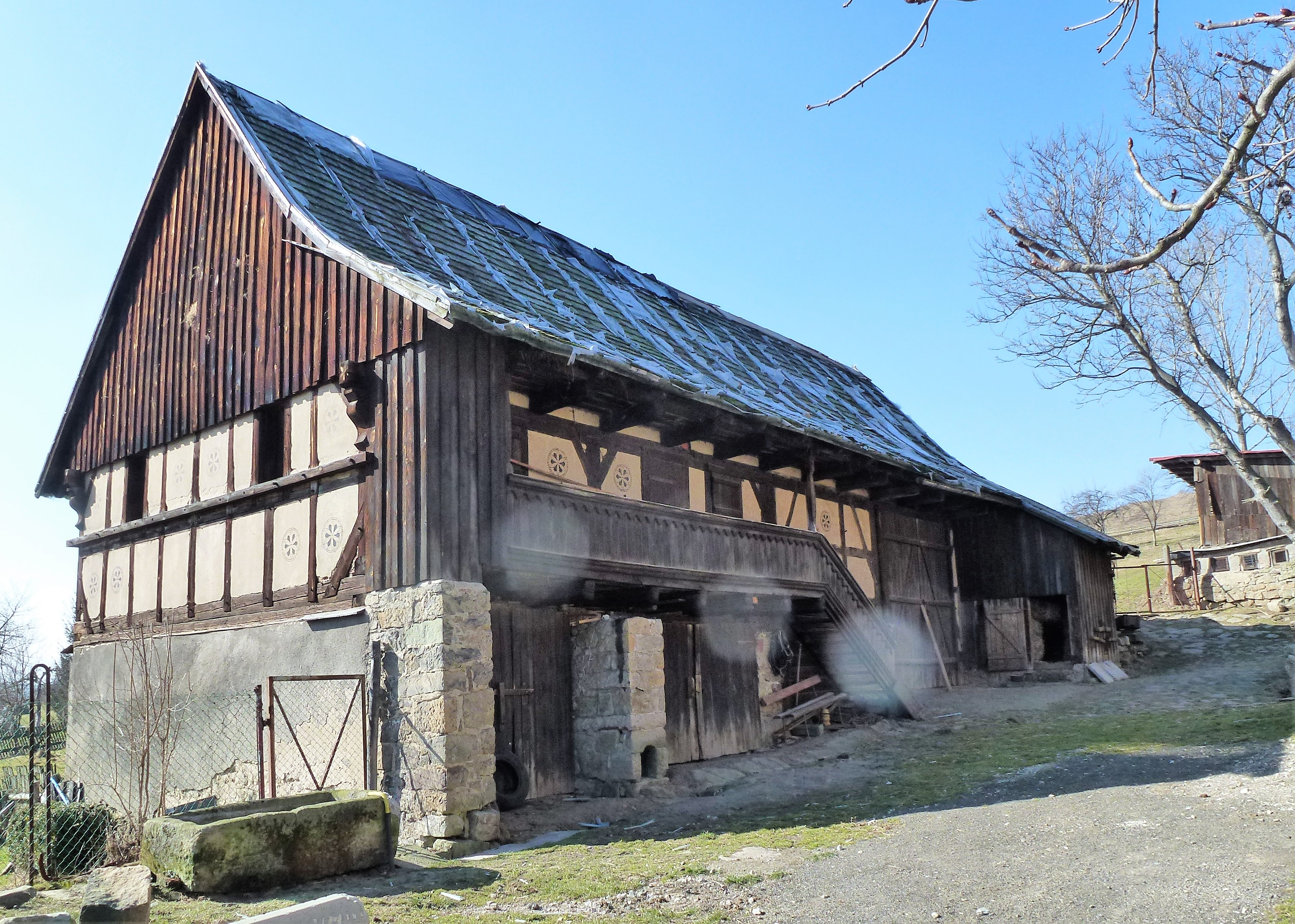
Bergmannshaus
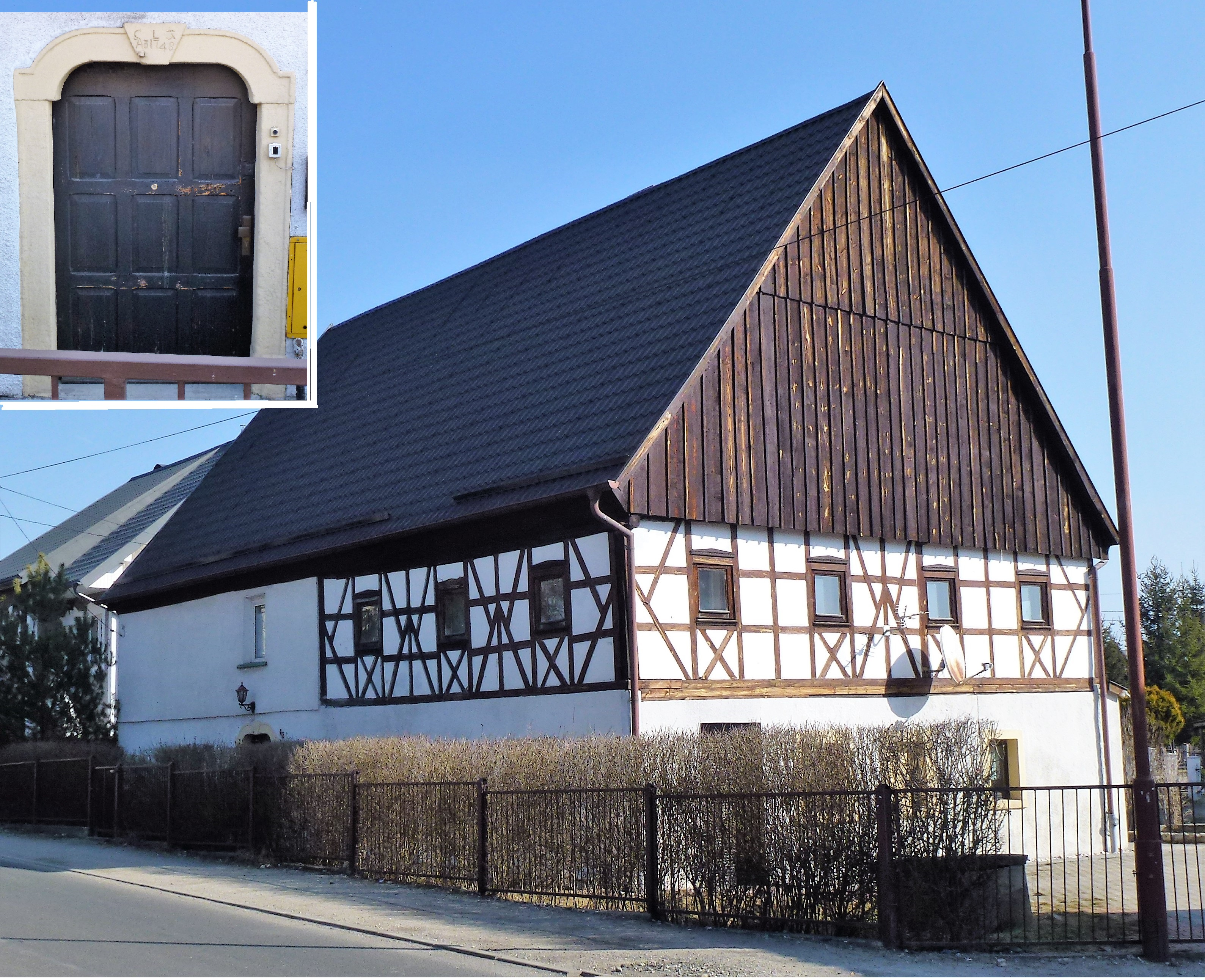
Fachwerkhaus
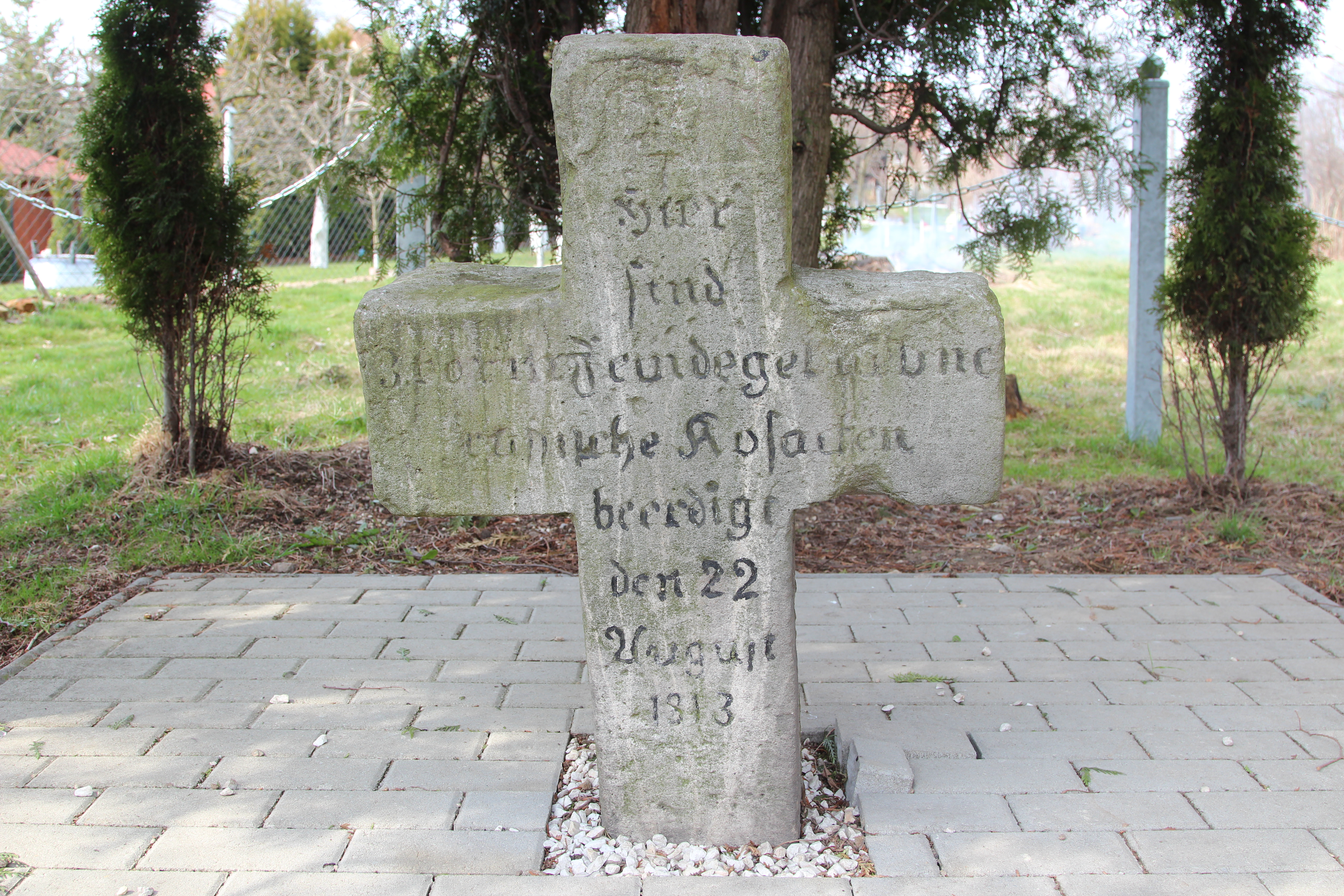
Kosakenkreuz

## Partnergemeinden
- Paseky nad Jizerou, Tschechien
- Vierkirchen, Deutschland